# Міністерство економіки України (1999–2010)
Міністерство економіки України — колишнє міністерство України, що існувало з 1999 по 2010 роки. Утворене в 15 грудня 1999 року на базі Міністерства економіки України, Міністерства зовнішніх економічних зв'язків і торгівлі України, Державного комітету України по матеріальних резервах, Державного інвестиційно-клірингового комітету, Національного агентства України з питань розвитку та європейської інтеграції, Державної служби експортного контролю та Агентства з питань спеціальних (вільних) економічних зон.
З 21 серпня 2001 року по 20 квітня 2005 року мало назву Міністерство економіки та з питань європейської інтеграції України.
9 грудня 2010 року реорганізоване в Міністерство економічного розвитку і торгівлі України з покладанням на нього функцій у сфері реалізації державної регуляторної політики, державної політики з питань розвитку підприємництва, регулювання цінової політики (крім питань реєстрації юридичних осіб та ФОПів).

## Міністри
| № | Час повноважень                | Ім'я                         |
| 1 | 31 грудня 1999 — 5 липня 2000  | Тігіпко Сергій Леонідович    |
| 2 | 9 серпня 2000 — 25 червня 2001 | Роговий Василь Васильович    |
| 3 | 10 липня 2001 — 30 серпня 2001 | Шлапак Олександр Віталійович |

| № | Час повноважень                    | Ім'я                           |
| 4 | 30 серпня 2001 — 30 листопада 2002 | Шлапак Олександр Віталійович   |
| 5 | 30 листопада 2002 — 11 січня 2004  | Хорошковський Валерій Іванович |
| 6 | 11 січня 2004 — 3 лютого 2005      | Деркач Микола Іванович         |
| 7 | 4 лютого 2005 — 16 травня 2005     | Терьохін Сергій Анатолійович   |

| №  | Час повноважень                  | Ім'я                         |
| 8  | 16 травня 2005 — 27 вересня 2005 | Терьохін Сергій Анатолійович |
| 9  | 27 вересня 2005 — 4 серпня 2006  | Яценюк Арсеній Петрович      |
| 10 | 4 серпня 2006 — 21 березня 2007  | Макуха Володимир Олексійович |
| 11 | 21 березня 2007 — 18 грудня 2007 | Кінах Анатолій Кирилович     |
| 12 | 18 грудня 2007 — 11 березня 2010 | Данилишин Богдан Михайлович  |
| 13 | 11 березня 2010 — 10 грудня 2010 | Цушко Василь Петрович        |